# Camille Chazal
Pour les articles homonymes, voir Chazal.
Charles Camille Chazal, né le 26 mars 1825 à Paris et mort le 5 avril 1875 dans le 6e arrondissement de Paris, est un artiste peintre français.

## Biographie
Camille Chazal est l'un des fils du peintre Antoine Chazal, le neveu du graveur André Chazal (1796-1860) et son épouse Flora Tristan (1803-1844), grands-parents du peintre Paul Gauguin (1848-1903).
Il forma à l'aquarelle l'architecte Georges Charles Victor Duval.

## Œuvres
- La Visitation, Beauvais, musée départemental de l'Oise, acquis en 2000.
- Jeunes filles au bord de la mer (1870),Huile sur toile, Musée des Beaux-Arts de Carcassonne
- Pèlerins (esquisse), Château-Thierry.
- Portrait de Camille Saint-Saëns, jeune, Dieppe, (d'après Bénézit).
- Jésus chez Simon, Montpellier.
- La Reine de Saba, Saint-Étienne, (d'après Bénézit).
- Pendant les vêpres, au pardon de Notre-Dame de la Cour-en-Lantic, jadis Sarzeau, château de Suscinio. Voir plus bas.
- Portrait de Paul Philippoteaux, Paris.
- Le Balcon à Venise, 1876, provenant du château de La Brosse, Saint-Ouen-sur-Morin.

## Salons
- 1870, La Voie douloureuse.
- 1872, La Reine de Saba.
- 1876, Les Filles d'Ève, cette œuvre de grand format: 193 par 231,8, est passée en vente chez Christie's New York le 25 octobre 2006, lot 130, non vendue. Au centre de cette vaste composition on lit un quatrain :

La femme, tout d'abord, à sa race perdue ;
Par la femme à son tour le mal est racheté.
De là vient qu'à la fois nous avons ;
Et de l'amour qui sauve et de l'amour qui tue.

## Billets de banque
Léon Chazal, frère de Camille, était contrôleur à la Banque de France, c'est par son biais que Camille obtint la commande de plusieurs billets de banque :
- 1862, billet de 1 000 f.
- 1870, billet de 20 f et billet de 25 f.
- 1871, billet de 5 f.

Il est également embauché pour concevoir les premiers billets de la Banco de México, établissement privé fondé par Michel Heine, en 1866 sous le règne de l'empereur Maximilien.